# Leonard Koch
Leonard Koch (* 23. Mai 1995 in Berlin) ist ein deutscher Fußballspieler. Der defensive Mittelfeldspieler steht beim Regionalligisten SV Babelsberg 03 unter Vertrag.

## Karriere
Leonard Koch begann seine Karriere beim SV Empor Berlin und wechselte 2007 in die Jugend von Hertha BSC. 2009 ging er zur C-Jugend des 1. FC Union Berlin. Für dessen zweite Mannschaft kam er am 15. September 2013 beim 1:1 im Heimspiel gegen den SV Babelsberg 03 zu seinem ersten Einsatz in der Regionalliga Nordost. Zur Saison 2014/15 rückte er fest in den Kader der U23 auf. Am 20. September 2014 erzielte er beim 3:2-Sieg beim FC Viktoria 1889 Berlin sein erstes Tor zum 1:1-Ausgleich in der 63. Minute.
Am 5. April 2015 stand er im Ligaspiel gegen den SV Sandhausen erstmals im Kader der ersten Mannschaft. Am 24. Mai 2015 debütierte er beim 2:0-Sieg im Heimspiel gegen Eintracht Braunschweig in der 2. Bundesliga, als er in der 88. Minute für Sebastian Polter eingewechselt wurde.
Zur Saison 2016/17 wechselte Koch zum Regionalligisten SV Babelsberg 03.